# Envenenamientos de Amesbury de 2018
Los envenenamientos de Amesbury de 2018 se produjeron el 30 de junio de 2018, en Amesbury, Wiltshire, Inglaterra. Dos ciudadanos británicos, Charlie Rowley y Dawn Sturgess, fueron ingresados en el Salisbury District Hospital en Wiltshire. La policía determinó que fueron envenenados con un gas nervioso Novichok del mismo tipo que se utilizó en el envenenamiento de Serguéi y Yulia Skripal en Salisbury, a 8 millas (13 km) de distancia, casi cuatro meses antes. Sturgess murió el 8 de julio y Rowley recuperó el conocimiento dos días después.

## Ingresos hospitalarios y posterior muerte de Sturgess
Según el informe de prensa posterior publicado por la Policía Metropolitana de Londres, a las 10:15 del sábado 30 de junio de 2018, el Servicio de Ambulancias del Sudoeste fue llamado a una dirección residencial en Amesbury después de que Dawn Sturgess colapsara. Posteriormente fue trasladada al hospital y admitida. A las 15:30, se volvió a llamar al servicio de ambulancias a esa dirección, después de que Charlie Rowley se enfermara. Lo llevaron al hospital y se informó a la policía de Wiltshire de ambas admisiones.
El 8 de julio, Sturgess murió en el Salisbury District Hospital después de que los médicos decidieran desconectarle el soporte vital. El 10 de julio, Rowley recuperó el conocimiento y hubo una «mejora pequeña pero significativa en su condición», según el hospital. El 11 de julio, ya no se encontraba en estado crítico y el hospital degradó su estado a «grave pero estable». El mismo día, oficiales del equipo de investigación hablaron con Rowley. Le dijo a su hermano Matthew que el agente nervioso había estado en un pequeño frasco de perfume o loción para después del afeitado, que había encontrado en un parque unos nueve días antes de rociarse con él. Posteriormente, la policía cerró y registró por huellas digitales Queen Elizabeth Gardens, un parque junto al río en el centro de Salisbury, que la pareja había visitado el día antes de enfermarse. El funeral de Sturgess tuvo lugar en el crematorio de Salisbury el 30 de julio de 2018.
El 20 de julio, Rowley fue dado de alta del hospital. Durante el fin de semana del 18 al 19 de agosto de 2018, Rowley fue readmitido en el hospital con problemas de visión. El 4 de septiembre de 2018 se informó que estaba enfermo de meningitis, pero se esperaba que saliera del hospital «dentro de un mes».

## Investigación
El incidente fue investigado por la Dirección de Operaciones Especializadas de la Policía Metropolitana de Londres, asistida a nivel nacional por la Red Nacional de Vigilancia Contra el Terrorismo y localmente por la Policía de Wiltshire, en una respuesta de múltiples agencias denominada Operación Fortis. Según la Policía Metropolitana, no había nada en los antecedentes de ninguna de las víctimas que sugiriera que fueron atacados deliberadamente, y no hubo otros informes de personas que presentaran síntomas similares. Se cree que la pareja estuvo cerca de las carreteras que fueron cerradas durante la investigación del envenenamiento de los Skripal en Salisbury.
Durante la evaluación inicial, el personal médico creyó que la enfermedad de los pacientes fue causada por el uso de drogas ilegales contaminadas. Pero el 2 de julio, el personal del hospital estaba preocupado por los síntomas que mostraba la pareja y envió muestras de ambos pacientes al Laboratorio de Ciencia y Tecnología de Defensa del Gobierno (DSTL) en Porton Down para su análisis. El 4 de julio, el laboratorio confirmó que los pacientes estaban expuestos al agente nervioso Novichok.
Según BBC News, la «hipótesis más probable» era que había sobrado Novichok del ataque a los Skripal y que el artículo contaminado que envenenó a la pareja «podría ser un frasco o una jeringa por el estilo de vida de la pareja», ya que se cree que el Novichok se eliminó «de manera fortuita». Los amigos de la pareja le dijeron a The Guardian que Rowley frecuentemente buscaba en contenedores de reciclaje objetos que pudiera vender, y que las casas de la pareja contenían «montones de cosas del hogar» que habían recogido.
Los sitios en Amesbury y Salisbury que se cree que fueron visitados por la pareja fueron acordonados. Estos sitios son la farmacia local Boots, el Baptist Center y Muggleton Road en Amesbury, y los jardines Queen Elizabeth en Salisbury. Se advirtió a los residentes locales del aumento de la presencia policial, incluidos agentes que llevaban equipo de protección.
El 6 de julio, la policía anunció que los agentes habían identificado y hablado con varios testigos clave y estaban rastreando más de 1300 horas de imágenes de circuito cerrado de televisión que se han recopilado hasta el momento.
El 13 de julio, un cordón policial cerró el extremo norte de Rollestone Street, Salisbury, para permitir que miembros de la Red de Vigilancia contra el Terrorismo registraran John Baker House, un albergue para personas sin hogar donde vivía Dawn Sturgess. El 24 de julio se levantó el cordón y la policía anunció que no se encontró contaminación en John Baker House.
La Policía Metropolitana anunció el 13 de julio de 2018 que habían identificado la fuente del agente nervioso que envenenó a Sturgess y Rowley como una «botella pequeña» descubierta en la casa de Rowley en Amesbury, que fue confirmada por análisis en el DSTL de Porton Down que contenía Novichok. Matthew Rowley, hermano de la víctima, dijo que Charlie le dijo que había recogido «el frasco de perfume». La Policía Metropolitana se negó a confirmar esta denuncia.
También el 13 de julio, la intergubernamental Organización para la Prohibición de las Armas Químicas (OPAQ) recibió una solicitud del Reino Unido de asistencia técnica sobre el incidente de Amesbury. La OPAQ envió un equipo de especialistas que recogió las muestras y las envió a dos laboratorios. El 18 de julio, se completó el trabajo preliminar y el equipo abandonó el Reino Unido.
El 7 de agosto de 2018, el Ministerio de Relaciones Exteriores anunció que los expertos de la OPAQ regresarían a Amesbury para recolectar más muestras. Un portavoz dijo: «Durante su visita, los expertos de la OPAQ recolectarán más muestras para informar su trabajo después de su visita en julio. Las muestras serán analizadas en laboratorios internacionales de gran reputación designados por la OPAQ». El veneno fue confirmado el 4 de septiembre de la OPAQ de ser el mismo tipo de agente nervioso que se utilizó en los Skripals, pero la OPAQ también dijo que no podía determinar si era del mismo lote.
El 5 de septiembre de 2018, el comisionado adjunto Neil Basu dijo que la policía «no tenía ninguna duda» de que este incidente estaba relacionado con el envenenamiento de Sergei y Yulia Skripal. Dijo: «No creemos que Dawn y Charlie hayan sido atacados deliberadamente, sino que se convirtieron en víctimas como resultado de la imprudencia con la que se eliminó un agente nervioso tan tóxico». La Policía Metropolitana publicó una descripción detallada del envenenamiento de Salisbury y nombró a los sospechosos buscados. Esto continuó indicando que la policía y el CPS estaban en curso la investigación sobre el envenenamiento de Amesbury, y seguirían más cargos relacionados con Sturgess y Rowley.

### Pesquisa judicial
La pesquisa de Sturgess fue abierta por el juez de instrucción para Wiltshire y Swindon en Salisbury el 19 de julio de 2018, con una revisión previa a la pesquisa incluida para el 16 de enero de 2019. Esto se retrasó, en parte porque la Fiscalía de la Corona solicitó una suspensión en vista de la investigación penal en curso. El forense principal, David Ridley, emitió un fallo de 31 páginas sobre el alcance de la pesquisa el 20 de diciembre de 2019, pero no se dio una fecha para la pesquisa completa.

## Respuesta del gobierno
El 5 de julio de 2018, el ministro del Interior, Sajid Javid, presidió una reunión del comité COBR para discutir el incidente. En la Cámara de los Comunes más tarde ese día, Javid declaró que la hipótesis más probable era que el Novichok estaba en un artículo descartado después del ataque de Skripal. Acusó a Rusia de utilizar a Gran Bretaña como «vertedero de veneno».

## Entrevista con Rowley
Rowley concedió una entrevista a ITV News el 24 de julio de 2018, afirmando que creía que una caja sellada de una marca reconocible de perfume, que había encontrado y entregado a Sturgess, era la fuente del Novichok. Su pareja se enfermó «dentro de los 15 minutos» después de rociar la «sustancia aceitosa» en sus muñecas antes de frotarlas, bajo el supuesto de que era perfume. También afirmó que entró en contacto con el agente químico después de que se le cayera un poco del mismo en las manos mientras colocaba el dispensador de aerosol de plástico en la botella, pero que se había lavado las manos poco después. Habían utilizado un cuchillo para abrir el empaque sellado.

## Destino del piso
En junio de 2020 se anunció que el piso de departamento donde ocurrieron los envenenamientos, junto con el de abajo, sería demolido. Tanto la familia de Dawn Sturgess como su pareja apoyaron la demolición y les gustó la idea de convertirla en un espacio verde. El padre de Dawn, Stan Sturgess, dijo: «Es una pena que se esté perdiendo, pero puedo imaginar que la gente no querría vivir allí». Rowley dijo: «Creo que es lo mejor. Siempre habría un estigma a su alrededor».